# Вардусия
Варду́сия, Вардусские горы (греч. Βαρδούσια όρη) — горный хребет в Греции. Южная оконечность Пинда. Находится в Центральной Греции, в Фокиде и Фтиотиде, к западу от Гьоны, от которой отделён долиной Морноса. Является границей Этолии. Вторая по высоте гора в Центральной Греции, после Гьоны (2510 м). Состоит из трёх групп пиков, северного, западного и южного. Высочайшая вершина — Коракас или Коракс (Κόρακας ή Κόραξ — «ворон») в Фокиде, её высота составляет 2350 м над уровнем моря (по другим данным — 2495 м).
В западной группе пиков находятся обширные альпийские луга. Здесь находятся пики Алогорахи (Αλογόραχη, 2265 м), Суфлес (Σούφλες, 2260 м), Като-Псило (Κάτω Ψηλό, 2140 м), Пано-Псило (Πάνω Ψηλό, 2120 м), Йидовуни Γιδοβούνι, 2087 м), Пирамида (Πυραμίδα, 2348 м).
Северная группа пиков составляет границы Фтиотиды и Фокиды и состоит из пиков Мегали-Хуни (Μεγάλη Χούνη ή Χωμήριανης, 2286 м), Синанион (Σινάνι, 2059 м), Омало (Ομαλό, 1832 м), Милья (Μηλιά, 1784 м) и Полемистра (Πολεμίστρα, 1680 м).
Южная группа пиков тянется с севера на юг на протяжении 11 километров и заканчивается у водохранилища Морноса. Имеет 35 пиков высотой выше 2000 метров и 7 пиков высотой выше 2400 метров. Здесь находится пик Коракас, а также пики Кокиньяс (Κοκκινιάς, 2406 м), Орнио (Όρνιο, 2287 м), Коракия (Κοράκια, 2148 м), Мегас-Камбос (Μέγας Κάμπος, 2450 м), Лиондари (Λιοντάρι, 2437 м), Трапезаки (Τραπεζάκι, 1864 м), Корифи (Κορυφή ή Κωστάριτσα, 2256 м). К востоку находятся Влаховуни (Βλαχοβούνι, 1627 м) и Трикорфа (Τρίκορφα, 1545 м).
Вблизи горы ведутся работы по добыче бокситов.
Хребет покрыт лесом из пихт.
На хребте находятся истоки Морноса и Эвиноса (Евена).